# Josée Beaudin
Pour les articles homonymes, voir Beaudin.
Josée Beaudin (née le 20 décembre 1961) est une administratrice, agente, coordinatrice et femme politique fédérale du Québec.

## Biographie
Née à Saint-Lambert dans la région de la Montérégie, Josée Beaudin était la députée du Bloc québécois dans la circonscription fédérale de Saint-Lambert, élue dans les élections de 2008. Elle fut défaite par la néo-démocrate Sadia Groguhé lors des élections de 2011.
De 2008 à 2011, elle est porte-parole adjoint du Bloc en matière de Ressources humaines et de Développement social.
En août 2012, elle devient directrice de cabinet de la mairesse Caroline St-Hilaire de Longueuil.